# Turistens klagan (sång)
"Turistens klagan" är en sång skriven av Cornelis Vreeswijk. Den är inspelad av honom på albumen  Felicias svenska suite 1978 samt Turistens klagan 1980.
Sången spelades även in av Mats Rådberg 1988 på albumet Jag ger dig min morgon.
Sången spelades även in på svenska av norrmannen Yngve Fritjof Kristiansen på albumet Sånger från regnbågen 2009 med ny text av Dagfinn Nordbø som "Grete Waitz-loppet".

### Fotnoter
1. ↑  ”Svensk mediedatabas”. http://smdb.kb.se/catalog/id/001892193. Läst 18 juli 2011.
2. ↑  ”Svensk mediedatabas”. http://smdb.kb.se/catalog/id/001887959. Läst 18 juli 2011.
3. ↑  ”Svensk mediedatabas”. http://smdb.kb.se/catalog/id/001479490. Läst 18 juli 2011.
4. ↑  ”Svensk mediedatabas”. http://smdb.kb.se/catalog/id/002473907. Läst 18 juli 2011.